# KCWU
KCWU (dříve KCAT), také známá jako 88.1 The 'Burg, je univerzitní rozhlasová stanice Central Washington University v Ellensburgu, v americkém státě Washington. Stanice začala v roce 1958 jako malé rádio KCAT, které se časem rozvinulo ve vyspělou stanici. Stanice nabízí různé pořady – vysílá univerzitní alternative rock, talkshow a během nočních hodin vysílá pořady specializující se na určité žánry. Univerzita ji plně financuje.

## Historie

### KCAT (1958-1998)
KCAT začala vysílat v roce 1958 a o čtyři roky později získala univerzita licenci na vysílání univerzitního rádia, které se jmenovalo KCWS a vysílalo ze stejné budovy jako KCAT. O deset let později ale KCWS skončila, jelikož byla kvůli vysílání vážné hudby a dokumentárních pořadů mezi studenty neoblíbenou. V roce 1973 se KCAT přesunula do budovy studentského výboru, která ale o tři roky později shořela. V roce 1980 přešla stanice z AM na FM a v roce 1992 se oddělila od univerzitního oddělení komunikací kvůli nízkému financování a snižujícímu se zájmu o rozhlasové vysílání mezi studenty. V roce 1995 ji ale univerzita opět přislíbila peníze, jelikož se snažila o navrácení licence, a stanice se stala oficiální částí univerzitního oddělení pro vztah se studenty. V roce 1998 dostala stanice povolení na postavení vysílací věže na východě města a o dva měsíce později začala užívat název KCWU, jelikož existovala další stanice KCAT v Pine Bluffu.

### KCWU
V září 1998 začala stanice nonstop živé vysílání pod vedením ředitele studentského programu Noella Trolia. První vysílání stanice z odlehlého místa proběhlo v dubnu 1999 ve vyhlídkové terase v centru města. V říjnu 2001 rádio začalo vysílat studentský chat, který řešil různé problémy studentů, jejich otázky a nápady, na které jednou za čtvrtletí odpovídal prezident univerzity. Vysílat začal také pořad Rock Night with the 'Burg, který přenášel živou hudbu z místního stadionu každou středu večer.
V roce 2006 stanice dočasně vyřadila živé vysílání a přesunula se do moderního formátu, začala vysílat z nového studia a vysílá online.